# Архей
Архейский эон, архей (др.-греч. ἀρχαῖος — «древний») — один из четырёх эонов истории Земли, охватывающий время от 4,031 ±0,003 до 2,5 млрд лет назад.
Начался по окончании Поздней тяжёлой бомбардировки около 3,8 млрд лет назад и продолжался до Кислородного события около 2,5 млрд лет назад. Архей охватывает период от первых сохранившихся цельных горных пород, уже имевших следы развитой прокариотической жизни в форме полноценных бактериальных матов, до возникновения эукариот.
Термин «архей» предложил в 1872 году американский геолог Джеймс Дана.
Архей разделён на четыре эры (от наиболее поздней до наиболее ранней):
- неоархей (2,8—2,5 млрд лет назад),
- мезоархей (3,2—2,8 млрд лет назад),
- палеоархей (3,6—3,2 млрд лет назад),
- эоархей (4,031±0,003—3,6 млрд лет назад).

## Жизнь и атмосфера
Биота Земли в архейский эон представляла собой сообщества анаэробных прокариот. Геобиологические исследования осадочных пород архея свидетельствуют, что развитая прокариотическая жизнь на Земле существовала более 3,7-3,8 млрд лет назад, но вопрос о том, когда возник оксигенный фотосинтез, по-прежнему остаётся без чёткого ответа. Первые окаменелости, на которых, как полагают, отпечатались нитчатые фотосинтезирующие организмы, были датированы в 3,4 млрд лет. В этот же период активно формируются многие ныне существующие залежи серы, графита, железа и никеля.
В раннем архее атмосфера и гидросфера, по-видимому, представляли смешанную парогазовую массу, которая мощным и плотным слоем окутывала всю планету. Проницаемость её для солнечных лучей была очень слабая, поэтому на поверхности Земли царил мрак. Парогазовая оболочка состояла из паров воды и некоторого количества кислых дымов. Ей присуща была высокая химическая активность, вследствие чего она активно воздействовала на базальтовую поверхность Земли. Горный ландшафт, равно как и глубокие впадины, на Земле отсутствовали. Считается, что плотность и давление атмосферы в позднем архее были значительно выше современных, однако по результатам некоторых новых исследований их значения уступали современным более чем в два раза. В эпоху архея происходила дифференциация парогазовой оболочки на атмосферу и гидросферу. Архейский океан был мелким, а воды его представляли крепкий и очень кислый солевой раствор.
Согласно исследованию Танаи Кардона (Tanai Cardona) и его коллег из Имперского колледжа Лондона оксигенный фотосинтез (фотосистема II) появился в раннем архее 3,5 млрд лет назад, задолго до появления первых цианобактерий и «кислородной катастрофы», произошедшей 2,45 млрд лет назад.

## В российской шкале
В российской стратиграфической шкале архей тоже присутствует, но является не эоном, а акроном — более высоким делением (таким же делением является ещё и протерозой). Архей поделён на два эона: нижнеархейский или саамский (от формирования Земли до 3,2 млрд лет назад) и верхнеархейский или лопийский (от 3,2 до 2,5 млрд лет назад). Лопийский эон подразделяется на три эры (в скобках длительность в млрд лет): нижнелопийская (3,2-3,0), среднелопийская (3,0-2,8) и верхнелопийская (2,8-2,5).

Российская стратиграфическая шкала для архея
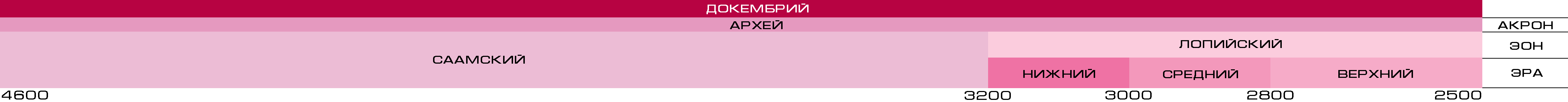